# Élections cantonales de 1967 dans le Finistère
Les élections cantonales françaises de 1967 ont eu lieu les 24 septembre et 1er octobre 1967.

## Contexte départemental

### Assemblée départementale sortante
| Parti                                            | Sigle | Élus |
| ------------------------------------------------ | ----- | ---- |
| Majorité (32 sièges)                             |       |      |
| Centre démocrate                                 | CD    | 18   |
| Centre national des indépendants et paysans      | CNIP  | 11   |
| Parti républicain, radical et radical-socialiste | Rad.  | 3    |
| Gauche (8 sièges)                                |       |      |
| Parti socialiste unifié                          | PSU   | 4    |
| Parti communiste français                        | PCF   | 2    |
| Section française de l'Internationale ouvrière   | SFIO  | 2    |
| Opposition gaulliste (3 sièges)                  |       |      |
| Union pour la nouvelle République                | UNR   | 3    |
| Président du conseil général                     |       |      |
| André Colin (CD)                                 |       |      |

## Résultats à l’échelle du département

### Résultats en nombre de sièges
| Parti | Sièges mis en jeu | Élus | Évolution |
| ----- | ----------------- | ---- | --------- |
| SFIO  | 1                 | 3    | +2        |
| PSU   | 2                 | 1    | -1        |
| CNIP  | 6                 | 5    | -1        |
| CD    | 7                 | 7    | =         |
| RI    | 2                 | 2    | =         |
| CR    | 1                 | 1    | =         |
| UNR   | 2                 | 2    | =         |

### Assemblée départementale élue
| Parti                                            | Sigle | Élus |
| ------------------------------------------------ | ----- | ---- |
| Majorité (31 sièges)                             |       |      |
| Centre démocrate                                 | CD    | 18   |
| Centre national des indépendants et paysans      | CNIP  | 10   |
| Parti républicain, radical et radical-socialiste | Rad.  | 3    |
| Gauche (9 sièges)                                |       |      |
| Section française de l'Internationale ouvrière   | SFIO  | 4    |
| Parti socialiste unifié                          | PSU   | 3    |
| Parti communiste français                        | PCF   | 2    |
| Opposition gaulliste (3 sièges)                  |       |      |
| Union pour la nouvelle République                | UNR   | 3    |
| Président du conseil général                     |       |      |
| André Colin (CD)                                 |       |      |

## Résultats par canton

### Canton d'Arzano
| Candidats | Candidats      | Étiquette | Premier tour | Premier tour |
| Candidats | Candidats      | Étiquette | Voix         | %            |
| --------- | -------------- | --------- | ------------ | ------------ |
|           | Jean Fichoux * | CNIP      | 1 721        | 90,87        |
|           | Jean Colas     | PCF       | 173          | 9,13         |
|           |                |           |              |              |
| Inscrits  | Inscrits       | Inscrits  | 2 617        | 100,00       |
| Votants   | Votants        | Votants   | 1 912        | 73,06        |
| Exprimés  | Exprimés       | Exprimés  | 1 894        | 99,06        |

*sortant

### Canton de Bannalec
| Candidats | Candidats      | Étiquette | Premier tour | Premier tour |
| Candidats | Candidats      | Étiquette | Voix         | %            |
| --------- | -------------- | --------- | ------------ | ------------ |
|           | Pierre Boëdec* | SFIO-FGDS | 3 014        | 60,15        |
|           | Norbert Duigou | PCF       | 1 997        | 39,85        |
|           |                |           |              |              |
| Inscrits  | Inscrits       | Inscrits  | 7 968        | 100,00       |
| Votants   | Votants        | Votants   | 5 447        | 68,36        |
| Exprimés  | Exprimés       | Exprimés  | 5 011        | 92,00        |

*sortant

### Canton de Brest-2
| Candidats | Candidats        | Étiquette | Premier tour | Premier tour |
| Candidats | Candidats        | Étiquette | Voix         | %            |
| --------- | ---------------- | --------- | ------------ | ------------ |
|           | Georges Kerbrat* | App.UNR   | 14 164       | 64,19        |
|           | Gabriel Paul     | PCF       | 4 750        | 21,53        |
|           | Francis Le Blé   | CIR-FGDS  | 3 152        | 14,28        |
|           |                  |           |              |              |
| Inscrits  | Inscrits         | Inscrits  | 47 968       | 100,00       |
| Votants   | Votants          | Votants   | 22 446       | 46,79        |
| Exprimés  | Exprimés         | Exprimés  | 22 066       | 98,31        |

*sortant

### Canton de Brest-3
| Candidats | Candidats      | Étiquette | Premier tour | Premier tour | Second tour | Second tour |
| Candidats | Candidats      | Étiquette | Voix         | %            | Voix        | %           |
| --------- | -------------- | --------- | ------------ | ------------ | ----------- | ----------- |
|           | Louis Marc *   | CNIP      | 4 992        | 56,52        | 5 913       | 60,65       |
|           | Louis Le Roux  | PCF       | 2 156        | 24,41        | 3 835       | 39,35       |
|           | Paul Trémintin | PSU       | 1 688        | 19,11        |             |             |
|           |                |           |              |              |             |             |
| Inscrits  | Inscrits       | Inscrits  | 21 630       | 100,00       | 21 630      | 100,00      |
| Votants   | Votants        | Votants   | 9 010        | 41,66        | 9 942       | 45,96       |
| Exprimés  | Exprimés       | Exprimés  | 8 836        | 98,07        | 9 750       | 98,07       |

*sortant

### Canton de Carhaix-Plouguer
| Candidats | Candidats      | Étiquette          | Premier tour | Premier tour |
| Candidats | Candidats      | Étiquette          | Voix         | %            |
| --------- | -------------- | ------------------ | ------------ | ------------ |
|           | Jean Rohou*    | CR                 | 4 143        | 56,40        |
|           | Yves Blanchard | PCF                | 2 648        | 36,04        |
|           | Louis Leclerc  | CNIP (MRP en 1955) | 555          | 7,56         |
|           |                |                    |              |              |
| Inscrits  | Inscrits       | Inscrits           | 10 804       | 100,00       |
| Votants   | Votants        | Votants            | 7 392        | 68,42        |
| Exprimés  | Exprimés       | Exprimés           | 7 346        | 99,38        |

*sortant

### Canton de Concarneau
Michel Naviner élu depuis 1955 a quitté le PCF en 1958. Il ne se représente pas en 1967.
| Candidats | Candidats        | Étiquette | Premier tour | Premier tour |
| Candidats | Candidats        | Étiquette | Voix         | %            |
| --------- | ---------------- | --------- | ------------ | ------------ |
|           | Charles Linement | SFIO-FGDS | 4 356        | 52,19        |
|           | Paul Le Gall     | PCF       | 3 990        | 47,81        |
|           |                  |           |              |              |
| Inscrits  | Inscrits         | Inscrits  | 13 900       | 100,00       |
| Votants   | Votants          | Votants   | 8 719        | 62,73        |
| Exprimés  | Exprimés         | Exprimés  | 8 346        | 95,72        |

### Canton de Crozon
| Candidats | Candidats       | Étiquette | Premier tour | Premier tour |
| Candidats | Candidats       | Étiquette | Voix         | %            |
| --------- | --------------- | --------- | ------------ | ------------ |
|           | Louis Jacquin * | CNIP      | 3 744        | 71,78        |
|           | Albert André    | PCF       | 1 472        | 28,22        |
|           |                 |           |              |              |
| Inscrits  | Inscrits        | Inscrits  | 11 173       | 100,00       |
| Votants   | Votants         | Votants   | 5 542        | 49,60        |
| Exprimés  | Exprimés        | Exprimés  | 5 216        | 94,12        |

*sortant

### Canton de Daoulas
En 1962 l'élection de Joseph Bouguen (MRP) a été annulé. 
Jean-Marie Kermarec (MRP) a été élu lors de la partielle.
| Candidats | Candidats             | Étiquette | Premier tour | Premier tour |
| Candidats | Candidats             | Étiquette | Voix         | %            |
| --------- | --------------------- | --------- | ------------ | ------------ |
|           | Jean-Marie Kermarec * | CD        | 4 796        | 80,34        |
|           | Denise Roudot         | PCF       | 1174         | 19,67        |
|           |                       |           |              |              |
| Inscrits  | Inscrits              | Inscrits  | 11 326       | 100,00       |
| Votants   | Votants               | Votants   | 6 188        | 54,64        |
| Exprimés  | Exprimés              | Exprimés  | 5 970        | 96,48        |

*sortant

### Canton de Fouesnant
| Candidats | Candidats         | Étiquette | Premier tour | Premier tour |
| Candidats | Candidats         | Étiquette | Voix         | %            |
| --------- | ----------------- | --------- | ------------ | ------------ |
|           | Louis Le Calvez * | CD        | 4 340        | 80,30        |
|           | Yves Jégou        | PCF       | 1 065        | 19,70        |
|           |                   |           |              |              |
| Inscrits  | Inscrits          | Inscrits  | 7 945        | 100,00       |
| Votants   | Votants           | Votants   | 5 495        | 69,16        |
| Exprimés  | Exprimés          | Exprimés  | 5 405        | 98,36        |

*sortant

### Canton de Lanmeur
| Candidats | Candidats                 | Étiquette | Premier tour | Premier tour |
| Candidats | Candidats                 | Étiquette | Voix         | %            |
| --------- | ------------------------- | --------- | ------------ | ------------ |
|           | François Tanguy-Prigent * | PSU       | 3 719        | 82,64        |
|           | Louis Ollivier            | PCF       | 781          | 17,36        |
|           |                           |           |              |              |
| Inscrits  | Inscrits                  | Inscrits  | 7 801        | 100,00       |
| Votants   | Votants                   | Votants   | 5 272        | 67,58        |
| Exprimés  | Exprimés                  | Exprimés  | 4 500        | 85,36        |

*sortant

### Canton de Lannilis
| Candidats | Candidats           | Étiquette | Premier tour | Premier tour |
| Candidats | Candidats           | Étiquette | Voix         | %            |
| --------- | ------------------- | --------- | ------------ | ------------ |
|           | Léon Guéguen *      | RI        | 5 892        | 94,67        |
|           | Louis L'Helgouarc'h | PCF       | 332          | 5,33         |
|           |                     |           |              |              |
| Inscrits  | Inscrits            | Inscrits  | 9 099        | 100,00       |
| Votants   | Votants             | Votants   | 6 437        | 70,74        |
| Exprimés  | Exprimés            | Exprimés  | 6 224        | 96,69        |

*sortant

### Canton de Plabennec
| Candidats | Candidats               | Étiquette | Premier tour | Premier tour |
| Candidats | Candidats               | Étiquette | Voix         | %            |
| --------- | ----------------------- | --------- | ------------ | ------------ |
|           | Gabriel de Poulpiquet * | UNR       | 6 208        | 96,89        |
|           | Louis Bastard           | PCF       | 199          | 3,11         |
|           |                         |           |              |              |
| Inscrits  | Inscrits                | Inscrits  | 8 250        | 100,00       |
| Votants   | Votants                 | Votants   | 6 501        | 78,80        |
| Exprimés  | Exprimés                | Exprimés  | 6 407        | 98,55        |

*sortant

### Canton de Pleyben
| Candidats | Candidats         | Étiquette | Premier tour | Premier tour |
| Candidats | Candidats         | Étiquette | Voix         | %            |
| --------- | ----------------- | --------- | ------------ | ------------ |
|           | Yves Hamon *      | CD        | 3 819        | 79,50        |
|           | Maurice Kauffmann | PCF       | 1075         | 20,50        |
|           |                   |           |              |              |
| Inscrits  | Inscrits          | Inscrits  | 7 722        | 100,00       |
| Votants   | Votants           | Votants   | 5 034        | 67,80        |
| Exprimés  | Exprimés          | Exprimés  | 4 894        | 97,22        |

*sortant

### Canton de Ploudalmézeau
Yves Pellé (CD), élu depuis 1945 ne se représente pas.
| Candidats | Candidats      | Étiquette | Premier tour | Premier tour |
| Candidats | Candidats      | Étiquette | Voix         | %            |
| --------- | -------------- | --------- | ------------ | ------------ |
|           | Alphonse Arzel | CD        | 4 259        | 63,06        |
|           | Charles Pavot  | CNIP      | 2 293        | 33,95        |
|           | Jean Quéré     | PCF       | 202          | 2,99         |
|           |                |           |              |              |
| Inscrits  | Inscrits       | Inscrits  | 9 285        | 100,00       |
| Votants   | Votants        | Votants   | 6 871        | 74,00        |
| Exprimés  | Exprimés       | Exprimés  | 6 754        | 98,30        |

### Canton de Plouescat
Pierre Trémintin (MRP) est mort en 1966. Eugène Le Rue (RI) a été élu lors de la partielle.
| Candidats | Candidats       | Étiquette | Premier tour | Premier tour |
| Candidats | Candidats       | Étiquette | Voix         | %            |
| --------- | --------------- | --------- | ------------ | ------------ |
|           | Eugène Le Rue * | RI        | 3 284        | 62,46        |
|           | Yves Michel     | UNR       | 1 864        | 35,45        |
|           | Christian Corre | PCF       | 110          | 2,09         |
|           |                 |           |              |              |
| Inscrits  | Inscrits        | Inscrits  | 6 975        | 100,00       |
| Votants   | Votants         | Votants   | 5 356        | 76,79        |
| Exprimés  | Exprimés        | Exprimés  | 5 258        | 98,17        |

*sortant

### Canton de Plouzévédé
| Candidats | Candidats          | Étiquette | Premier tour | Premier tour |
| Candidats | Candidats          | Étiquette | Voix         | %            |
| --------- | ------------------ | --------- | ------------ | ------------ |
|           | Eugène Quéméneur * | CNIP      | 4 031        | 89,30        |
|           | Charles Baconnet   | PCF       | 483          | 10,70        |
|           |                    |           |              |              |
| Inscrits  | Inscrits           | Inscrits  | 7 006        | 100,00       |
| Votants   | Votants            | Votants   | 4 854        | 69,28        |
| Exprimés  | Exprimés           | Exprimés  | 4 514        | 93,00        |

*sortant

### Canton de Pont-Croix
| Candidats | Candidats         | Étiquette | Premier tour | Premier tour | Second tour | Second tour |
| Candidats | Candidats         | Étiquette | Voix         | %            | Voix        | %           |
| --------- | ----------------- | --------- | ------------ | ------------ | ----------- | ----------- |
|           | Hervé Gloaguen *  | CNIP      | 2 733        | 31,81        | 3 775       | 34,33       |
|           | Henri Berthonneau | App.UNR   | 2 288        | 26,63        | 3 486       | 31,70       |
|           | Marcel Youinou    | PCF       | 2 257        | 26,27        | 3 736       | 33,97       |
|           | Alain Guéguen     | CD        | 915          | 10,65        |             |             |
|           |                   |           |              |              |             |             |
| Inscrits  | Inscrits          | Inscrits  | 17 184       | 100,00       | 17 184      | 100,00      |
| Votants   | Votants           | Votants   | 8 698        | 50,62        | 11 065      | 64,39       |
| Exprimés  | Exprimés          | Exprimés  | 8 593        | 98,78        | 10 997      | 99,39       |

*sortant

### Canton de Pont-l'Abbé
| Candidats | Candidats          | Étiquette | Premier tour | Premier tour |
| Candidats | Candidats          | Étiquette | Voix         | %            |
| --------- | ------------------ | --------- | ------------ | ------------ |
|           | Henry Bénard *     | CD        | 7 362        | 50,73        |
|           | Jean Le Brun       | PCF       | 3 941        | 27,16        |
|           | Alain Le Disloquer | PSU       | 2 537        | 17,48        |
|           | Antoine Le Minor   | CNIP      | 672          | 4,63         |
|           |                    |           |              |              |
| Inscrits  | Inscrits           | Inscrits  | 24 198       | 100,00       |
| Votants   | Votants            | Votants   | 14 688       | 60,70        |
| Exprimés  | Exprimés           | Exprimés  | 14 512       | 98,80        |

*sortant

### Canton de Rosporden
| Candidats | Candidats            | Étiquette | Premier tour | Premier tour | Second tour | Second tour |
| Candidats | Candidats            | Étiquette | Voix         | %            | Voix        | %           |
| --------- | -------------------- | --------- | ------------ | ------------ | ----------- | ----------- |
|           | Bernard Kergourlay * | CNIP      | 1 887        | 46,87        | 2 044       | 46,20       |
|           | Louis Huitric        | SFIO-FGDS | 1 261        | 31,32        | 2 380       | 53,80       |
|           | Roger Sanséau        | PCF       | 878          | 21,81        |             |             |
|           |                      |           |              |              |             |             |
| Inscrits  | Inscrits             | Inscrits  | 5 412        | 100,00       | 5 410       | 100,00      |
| Votants   | Votants              | Votants   | 4 061        | 75,04        | 4 456       | 82,37       |
| Exprimés  | Exprimés             | Exprimés  | 4 026        | 99,14        | 4 424       | 99,51       |

*sortant

### Canton de Saint-Pol-de-Léon
| Candidats | Candidats              | Étiquette | Premier tour | Premier tour |
| Candidats | Candidats              | Étiquette | Voix         | %            |
| --------- | ---------------------- | --------- | ------------ | ------------ |
|           | François Prigent *     | CD        | 5 131        | 50,84        |
|           | Pierre Lelong          | UNR       | 2 606        | 25,82        |
|           | Jean-François Muzellec | PSU       | 1 790        | 17,74        |
|           | Andrée Moat            | PCF       | 566          | 5,61         |
|           |                        |           |              |              |
| Inscrits  | Inscrits               | Inscrits  | 14 529       | 100,00       |
| Votants   | Votants                | Votants   | 10 165       | 69,96        |
| Exprimés  | Exprimés               | Exprimés  | 10 093       | 99,29        |

*sortant

### Canton de Saint-Thégonnec
François Coat (Rad) est mort en 1964, Louis Guillou (CD) est élu lors de la partielle.
| Candidats | Candidats       | Étiquette | Premier tour | Premier tour |
| Candidats | Candidats       | Étiquette | Voix         | %            |
| --------- | --------------- | --------- | ------------ | ------------ |
|           | Louis Guillou * | CD        | 2 713        | 83,27        |
|           | Émile Le Foll   | PCF       | 545          | 16,73        |
|           |                 |           |              |              |
| Inscrits  | Inscrits        | Inscrits  | 4 765        | 100,00       |
| Votants   | Votants         | Votants   | 3 296        | 69,17        |
| Exprimés  | Exprimés        | Exprimés  | 3 258        | 98,85        |

*sortant